# Hoten Druhîi, Izeaslav
Hoten Druhîi (în ucraineană Хотень Другий) este un sat în comuna Plujne din raionul Izeaslav, regiunea Hmelnîțkîi, Ucraina.

## Demografie
Componența lingvistică a localității Hoten Druhîi
     Ucraineană (100%)
Conform recensământului din 2001, toată populația localității Hoten Druhîi era vorbitoare de ucraineană (100%).